# 本田路津子
本田 路津子（ほんだ るつこ、1949年〈昭和24年〉1月6日 - ）は、日本の元フォークシンガー、現ゴスペルシンガー。
福岡県大牟田市出身。

## 経歴
福岡県大牟田市出身だが、その後、家族（当時両親、妹）と共に新潟県に転居し、桜美林高等学校入学と同時に東京都町田市に単身で転居。その後、桜美林大学文学部英文科に進学。
路津子の名前の由来は、両親がキリスト教徒であったので（本人は結婚するまでキリスト教徒ではなかった）、旧約聖書の「ルツ記（英語ではルース）」に出てくるボアズの誠実な嫁ルツから取った。本来のキリスト教での表記は「路律」であるが、路律子では余りに難読となる為、路津子にしたとの事である。
桜美林大学文学部英文科卒業。在学時は聖歌隊に所属し、英字新聞編集活動にも参加。フランシス・ジェームズ・チャイルドのチャイルド・バラッドについての研究をしている。1970年9月1日、ジョーン・バエズの『シルキー』を歌ってハルミラフォークコンテストに優勝し、CBSソニーから『秋でもないのに』でプロ歌手としてデビュー。
続いて『風がはこぶもの』、『一人の手』などのヒット曲を出し、森山良子と並んでカレッジフォークの第一人者として活躍した。『ひとりの手』は、アレックス・コンフォートの詩“One Man's Hands”にピート・シーガーがメロディをつけた物で、当時の反戦や人種差別撤廃を訴える歌になっており、日本語の歌詞は本田自身が訳した物。1976年に刊行された日本キリスト教団出版局の『ともにうたおう-新しい讃美歌50曲-』では、末節に讃美歌らしい歌詞が付け加えられ、34番として所収されている。
当時はフォーク界でのジョーン・バエズの影響は大きく、本田もその状況下で活動していたが、普段控えめな彼女が、ジョーン・バエズから受けた影響について聞かれた時に、「いえ、私が尊敬するのは、ジュディ・コリンズです。」と語ったと言われている。デビューの切っ掛けとなった曲が、ジュディ・コリンズのグレートシルキーという説もあるが、オークニーに伝わる『スール・スケリー島の大アザラシ』という伝承歌を、フランシス・ジェームズ・チャイルドが自身のバラッド集に収めた物で、ジョーン・バエズの『シルキー』と同一である。
ハルミラフォークコンテストで優勝するのを偶々見ていた小室等が、当時新進のレコード会社であったCBSソニーの社長に紹介し、彼女の歌うのを聴いて「全身が震えた」社長はその場で契約したと言う。この逸話は、英国ウェールズ出身のメリー・ホプキンがTVのタレント発掘番組「Opportunity Knocks」で優勝し、それを見ていたモデル歌手女優のツイギーがビートルズのポール・マッカートニーに紹介した話を思い出させる物である。また、所属事務所のミュージカル・ステーションも、当時新しい姿の音楽事務所であった。
デビュー曲の『秋でもないのに』は、ハルミラフォークコンテストの審査員をしていたギタリストの石川鷹彦の持ち歌で、元々男言葉で書かれていた詩を女性用に書き直した物である。石川は、コンテストのときに彼女にあまり良い点を付けず、この事は後になっても本人から「石川先生は、あのとき良い点をつけてはくださらなかったんですよね。」と言われる事となった。
1971年8月に箱根で開催された日本初の野外大規模ロック・フェスティバルの箱根アフロディーテ
、同時期に開催された第3回全日本フォークジャンボリー双方に出演したひとりである。
1972年のNHK連続テレビ小説『藍より青く』の主題歌『耳をすましてごらん』でお茶の間にも親しまれ、NHK紅白歌合戦にも2回出場（第23回NHK紅白歌合戦で本曲を歌った）している。なお『耳をすましてごらん』は、1990年に南野陽子がシングル曲としてカヴァーし、ヒットさせている。同年にNHK「みんなのうた」で『小犬のプルー』が、1974年には『今日の日はさようなら』が放送された。
一方、テレビCMでは、『三ツ矢サイダーシルバー（♪遠くへ行きたいな?）』、『HOYA眼鏡（♪あなたのことは?）』、『トワイニング紅茶（♪アイスティーを作るなら?）』を手がけている。
また、ラジオでは、せんだみつおの司会で『ポケットいっぱいフォーク』と言う番組に出演していた。
1975年に結婚を理由に引退し渡米した。その「さよならコンサート」では、アンコールなしで公で歌う最後の曲として、『至上の愛』（ジュディー・コリンズのアメイジング・グレイス）を熱唱。自ら、キリスト教に帰依する覚悟を明かした。1988年帰国して以降、国内外の教会のコンサートなどで神の愛を歌い、賛美歌の歌い手として活躍している。
2001年度には第4回ゴスペルCCM賞大賞のアーティスト部門・アルバム部門と国際ソロプチミスト賞（福岡-東）を受賞している。

## ディスコグラフィ
- 全てCBS・ソニーからリリース。

### シングル
| #  | 発売日          | A/B面 | タイトル           | 作詞       | 作曲         | 編曲       | 規格品番   |
| -- | --------------- | ----- | ------------------ | ---------- | ------------ | ---------- | ---------- |
| 1  | 1970年 9月1日   | A面   | 秋でもないのに     | 細野敦子   | 江波戸憲和   | 馬飼野俊一 | SONA-86141 |
| 1  | 1970年 9月1日   | B面   | 小さな丘の小さな家 | 山上路夫   | 加藤和彦     | 馬飼野俊一 | SONA-86141 |
| 2  | 1971年 2月1日   | A面   | 風がはこぶもの     | 山上路夫   | 菅原進       | 青木望     | SONA-86169 |
| 2  | 1971年 2月1日   | B面   | 野に咲く花         | 山上路夫   | 加藤和彦     | 馬飼野俊一 | SONA-86169 |
| 3  | 1971年 6月1日   | A面   | 家路               | 山上路夫   | 渋谷毅       | 渋谷毅     | SONA-86184 |
| 3  | 1971年 6月1日   | B面   | 金色の時間         | 山上路夫   | 渋谷毅       | 渋谷毅     | SONA-86184 |
| 4  | 1971年 9月21日  | A面   | 一人の手           | 本田路津子 | P.Seeger     | 青木望     | SONA-86199 |
| 4  | 1971年 9月21日  | B面   | 出発のある人生     | 山上路夫   | 杉田二郎     | 高見弘     | SONA-86199 |
| 5  | 1972年 2月21日  | A面   | だれかを愛したい   | 有馬三恵子 | 森田公一     | 森田公一   | SOLA-6     |
| 5  | 1972年 2月21日  | B面   | 声のする向こうに   | 松山猛     | 加藤和彦     | 青木望     | SOLA-6     |
| 6  | 1972年 7月21日  | A面   | 耳をすましてごらん | 山田太一   | 湯浅譲二     | 湯浅譲二   | SOLA-34    |
| 6  | 1972年 7月21日  | B面   | 藍より青く         | 山田太一   | 湯浅譲二     | 湯浅譲二   | SOLA-34    |
| 7  | 1972年 10月21日 | A面   | めぐりあうためには | 藤田敏雄   | 森田公一     | 森田公一   | SOLA-58    |
| 7  | 1972年 10月21日 | B面   | くちぐせ           | 藤田敏雄   | 森田公一     | 森田公一   | SOLA-58    |
| 8  | 1973年 4月1日   | A面   | この空の下で       | 山上路夫   | 森田公一     | 森田公一   | SOLB-18    |
| 8  | 1973年 4月1日   | B面   | 時はとどめられない | 山上路夫   | 森田公一     | 森田公一   | SOLB-18    |
| 9  | 1973年 8月21日  | A面   | 白い花             | 楠田芳子   | 三枝成章     | 高田弘     | SOLB-61    |
| 9  | 1973年 8月21日  | B面   | 歩きなれた道       | 山上路夫   | 森田公一     | 高田弘     | SOLB-61    |
| 10 | 1973年 9月21日  | A面   | 空と話そう         | 菊池正次   | 山下毅雄     | ボブ佐久間 | SOLB-74    |
| 10 | 1973年 9月21日  | B面   | 日だまりのうた     | 菊池正次   | 山下毅雄     | ボブ佐久間 | SOLB-74    |
| 11 | 1974年 1月21日  | A面   | 郊外電車で         | 山上路夫   | 森田公一     | 穂口雄右   | SOLB-95    |
| 11 | 1974年 1月21日  | B面   | 果樹園             | 山上路夫   | 森田公一     | 穂口雄右   | SOLB-95    |
| 12 | 1974年 5月21日  | A面   | エレス・トゥー     | 本田路津子 | J.C.Calderon | 木田高介   | SOLB-134   |
| 12 | 1974年 5月21日  | B面   | それぞれの愛       | 本田路津子 | C.Lang       | 木田高介   | SOLB-134   |
| 13 | 1975年 8月1日   | A面   | 手紙               | 本田路津子 | 財津和夫     | 福井峻     | SOLB-292   |
| 13 | 1975年 8月1日   | B面   | 幼ない子供のように | 本田路津子 | 本田路津子   | 福井峻     | SOLB-292   |

### アルバム
1. 秋でもないのに[SOND-66050]（1971年4月）
秋でもないのに／一人の手／野に咲く花／小さな丘の小さな家／死んだ少女／風がはこぶもの／誰もいない海／遠い世界に／白い色は恋人の色／おはなし／小さな日記／今日の日はさようなら
2. 家路[SOND-66060]（1971年8月）
ある朝うまれて／ままごとの世界／春が来ると／希望の国／孤独な少女／陽は昇る／家路／恋する瞬間／どうしているの／あの想い出の道／一年たちました／出発のある人生
3. 本田路津子　フォーク・ソング大全集　カレッジフォークからメッセージ・ソングまで[SONN-69011/12]（1971年11月）
秋でもないのに／あの素晴らしい愛をもう一度／家路／誰もいない海／風がはこぶもの／知床旅情／遠くへ行きたい／出発のある人生／出稼ぎお父／防人の歌／どうしているの／恋する瞬間／友よ／戦争は知らない／死んだ少女／死んだ男の残したものは／X'masなんか来てほしくない／一人の手／幸せはつくるもの／小さな日記／遠い世界に／若者たち／おはなし／今日の日はさようなら
4. 耳をすましてごらん[SOLJ-32]（1972年8月）
耳をすましてごらん／愛するハーモニー／さよならをするために／ひとりごと／太陽がくれた季節／藍より青く／サルビアの花／美しい星／ケ・サラ／声のする向こうに／ママに捧げる時／だれかを愛したい
5. 本田路津子　ニュー・ミュージックを歌う　シンガー・ソング・ライター名曲集[SOLJ-59]（1973年4月）
雨が空から降れば(小室等)／結婚しようよ(吉田拓郎)／もみの木(麻田浩)／インドの街を象にのって(六文銭)／赤色エレジー(あがた森魚)／私の家(六文銭)／春夏秋冬(泉谷しげる)／私の小さな人生(チューリップ)／マリエ(ブレッド＆バター)／ひとりきり(南こうせつ)／たんぽぽ(ガロ)／どうしてこんなに悲しいんだろう(吉田拓郎)
6. 路津子オン・ステージ[SOLJ-78]（1973年8月）1973年6月9日 中野サンプラザホール
オープニング(シング)シェルブールの雨傘／ソング・サング・ブルー／私はイエスがわからない／行かないで／トップオブ・ザ・ワールド〜シング／一人の手／人生のメロディー／私の小さな人生
7. 愛のおくりもの[SOLL-153]（1975年8月）
愛のおくりもの／幼ない子供のように／赤いローソクと人魚／九月の朝／旅立つ想い／手紙／心の中を流れる河／めぐり逢う季節／私の子供たちへ／愛のテーマ

### タイアップ曲
| 年     | 楽曲               | タイアップ                              |
| ------ | ------------------ | --------------------------------------- |
| 1972年 | 耳をすましてごらん | NHK連続テレビ小説「藍より青く」主題歌   |
| 1973年 | 空と話そう         | TBS系テレビドラマ「薩摩おごじょ」主題歌 |
| 1973年 | 日だまりのうた     | TBS系テレビドラマ「薩摩おごじょ」挿入歌 |

## その他
- ぼくのアバラー（1971年10月～1973年3月）ドラマ『わんぱく天使(NHKのテレビドラマ)』主題歌
- 小犬のプルー （1972年2月）NHK「みんなのうた」
- 三井造船の歌(この手でつくろう)／秋でもないのに／小さな丘の小さな家 [-]（1974〜75年頃）プロモーションEP

## 主なテレビ出演
- 火曜日の女シリーズ「幻の女」（1971年、NTV）※特別出演
- 名曲ベストヒット歌謡（2007年3月26日、テレビ東京）「風がはこぶもの」を歌唱。
- 夏祭りにっぽんの歌（2007年、テレビ東京）「一人の手」を歌唱。
- 思い出のメロディー（2007年）「耳をすましてごらん」を歌唱。
- NHK歌謡コンサート（2010年8月31日）「秋でもないのに」を歌唱。

### NHK紅白歌合戦出場歴
| 年度/放送回               | 回 | 曲目               | 出演順 | 対戦相手     |
| ------------------------- | -- | ------------------ | ------ | ------------ |
| 1971年（昭和46年）/第22回 | 初 | 一人の手           | 17/25  | フランク永井 |
| 1972年（昭和47年）/第23回 | 2  | 耳をすましてごらん | 12/23  | 西郷輝彦     |

注意点
- 出演順は「出演順/出場者数」で表す。

### NHKみんなのうた出演歴
| 曲目                      | 初放送                      | コーラス           | 再放送 |
| ------------------------- | --------------------------- | ------------------ | --- |
| 小犬のプルー （1972年版） | 1972年（昭和47年）2月 - 3月 | （なし）           | 1972年（昭和47年）12月 - 1973年（昭和48年）1月 1973年（昭和48年）10月 - 11月 1986年（昭和61年）10月 - 11月 |
| 今日の日はさようなら      | 1974年（昭和49年）2月 - 3月 | 東京放送児童合唱団 | 1975年（昭和50年）2月 - 3月 2011年（平成23年）8月 - 9月 2018年（平成30年）2月 - 3月 2022年（令和4年）3月   |

注意点
- 『今日の日はさようなら』の2011年版と2018年版はラジオのみの放送。

## ラジオ番組
- 三ツ矢フォークメイツ（文化放送）

## 著作
- 耳をすまして （いのちのことば社）